# Let’s Dance (Niemcy)
Let’s Dance – niemiecki program rozrywkowy, nadawany od 2006 przez stację RTL i produkowany na podstawie międzynarodowego formatu Dancing with the Stars na licencji BBC Worldwide.

## Zasady programu
W programie biorą udział pary złożone z osobowości medialnej i zawodowego tancerza towarzyskiego. W każdym odcinku uczestnicy prezentują przed publicznościa przygotowany taniec, który oceniany jest przez komisję jurorską w skali ocen od 1 do 10. W każdym odcinku z konkursu odpada jedna para, która uzyskała najmniejszą liczbę głosów od jurorów i telewidzów, oddających głosy poprzez głosowanie telefonicznie i/lub SMS-owe.

## Zwycięzcy
| Edycja   | Celebryta          | Tancerz             |
| -------- | ------------------ | ------------------- |
| 1        | Wayne Carpendale   | Isabel Edvardsson   |
| 2        | Susan Sideropoulos | Christian Polanc    |
| 3        | Sophia Thomalla    | Massimo Sinató      |
| 4        | Maite Kelly        | Christian Polanc    |
| 5        | Magdalena Brzeska  | Erich Klann         |
| 6        | Manuel Cortez      | Melissa Ortiz-Gomez |
| Spin-off | Magdalena Brzeska  | Erich Klann         |
| 7        | Alexander Klaws    | Isabel Edvardsson   |
| 8        | Hans Sarpei        | Kathrin Menzinger   |
| 9        | Victoria Swarovski | Erich Klann         |
| 10       | Gil Ofarim         | Jekaterina Leonowa  |
| 11       | Ingolf Lück        | Jekaterina Leonowa  |
| 12       | Pascal Hens        | Jekaterina Leonowa  |
| 13       | Lili Paul-Roncalli | Massimo Sinató      |
| 14       | Rúrik Gíslason     | Renata Lusin        |

## Uczestnicy

### Pierwsza edycja (wiosna 2006)
| Miejsce | Celebryta        | Tancerz             |
| ------- | ---------------- | ------------------- |
| 1.      | Wayne Carpendale | Isabel Edvardsson   |
| 2.      | Wolke Hegenbarth | Oliver Seefeldt     |
| 3.      | Sandy Mölling    | Roberto Albanese    |
| 4.      | Heide Simonis    | Hendrik Höfken      |
| 5.      | Jürgen Hingsen   | Uta Deharde         |
| 6.      | Jochen Horst     | Sofia Bogdanova     |
| 7.      | Heike Henkel     | Dirk Bastert        |
| 8.      | Axel Bulthaupt   | Anna Karina Mosmann |

### Druga edycja (wiosna 2007)
| Miejsce | Celebryta                 | Tancerz               |
| ------- | ------------------------- | --------------------- |
| 1.      | Susan Sideropoulos        | Christian Polanc      |
| 2.      | Katja Ebstein             | Oliver Seefeldt       |
| 3.      | Giovane Élber             | Isabel Edvardsson     |
| 4.      | Jasmin Wagner             | Hendrik Höfken        |
| 5.      | Ben                       | Christine Deck        |
| 6.      | Guildo Horn               | Motsi Mabuse          |
| 7.      | Markus Majowski           | Anastasija Krawczenko |
| 8.      | Margarethe Schreinemakers | Jürgen Schlegel       |
| 9.      | Eralp Uzun                | Anna Karina Mosmann   |
| 10.     | Jenny Elvers-Elbertzhagen | Sascha Karabey        |

### Trzecia edycja (wiosna 2010)
| Miejsce | Celebryta        | Tancerz             |
| ------- | ---------------- | ------------------- |
| 1.      | Sophia Thomalla  | Massimo Sinato      |
| 2.      | Sylvie Meis      | Christian Bärens    |
| 3.      | Nina Bott        | Roberto Albanese    |
| 4.      | Raúl Richter     | Melissa Ortiz-Gomez |
| 5.      | Rolf Scheider    | Motsi Mabuse        |
| 6.      | Brigitte Nielsen | Oliver Tienken      |
| 7.      | Achim Mentzel    | Sarah Latton        |
| 8.      | Hillu Schwetje   | Christian Polanc    |
| 9.      | Mathieu Carrière | Tatjana Kuschill    |
| 10.     | Arthur Abraham   | Nina Uszkureit      |

### Czwarta edycja (wiosna 2011)
| Miejsce | Celebryta        | Tancerz             |
| ------- | ---------------- | ------------------- |
| 1.      | Maite Kelly      | Christian Polanc    |
| 2.      | Moritz A. Sachs  | Melissa Ortiz-Gomez |
| 3.      | Thomas Karaoglan | Sarah Latton        |
| 4.      | Liliana Matthäus | Massimo Sinato      |
| 5.      | Jörn Schlönvoigt | Helena Kaschurow    |
| 6.      | Bernd Herzsprung | Nina Uszkureit      |
| 7.      | Kristina Bach    | Erich Klann         |
| 8.      | Andrea Sawatzki  | Stefano Terrazzino  |
| 9.      | Tim Lobinger     | Isabel Edvardsson   |
| 10.     | Regina Halmich   | Serhij Pljuta       |

### Piąta edycja (wiosna 2012)
| Miejsce | Celebryta               | Tancerz             |
| ------- | ----------------------- | ------------------- |
| 1.      | Magdalena Brzeska       | Erich Klann         |
| 2.      | Rebecca Mir             | Massimo Sinato      |
| 3.      | Stefanie Hertel         | Serhij Pljuta       |
| 4.      | Joana Zimmer            | Christian Polanc    |
| 5.      | Lars Riedel             | Marta Arndt         |
| 6.      | Patrick Lindner         | Isabel Edvardsson   |
| 7.      | Mandy Capristo          | Stefano Terrazzino  |
| 8.      | Ardian Bujupi           | Katja Kalugina      |
| 9.      | Gitte Hænning           | Gennady Bondarenko  |
| 10.     | Patrick Bach            | Melissa Ortiz-Gomez |
| 11.     | Marc Terenzi            | Sarah Latton        |
| 12.     | Uwe Fahrenkrog-Petersen | Helena Kaschurow    |

### Szósta edycja (wiosna 2013)
| Miejsce | Celebryta        | Tancerz             |
| ------- | ---------------- | ------------------- |
| 1.      | Manuel Cortez    | Melissa Ortiz-Gomez |
| 2.      | Sıla Şahin       | Christian Polanc    |
| 3.      | Paul Janke       | Jekaterina Leonowa  |
| 4.      | Simone Ballack   | Erich Klann         |
| 5.      | Manuela Wisbeck  | Massimo Sinato      |
| 6.      | Jürgen Milski    | Oana Nechiti        |
| 7.      | Balian Buschbaum | Sarah Latton        |
| 8.      | Marijke Amado    | Stefano Terrazzino  |
| 9.      | Tetje Mierendorf | Isabel Edvardsson   |
| 10.     | Gülcan Kamps     | Nikita Bazev        |

### Spin-off:Let’s Dance – Let’s Christmas(grudzień 2013)
| Miejsce | Celebryta          | Tancerz            |
| ------- | ------------------ | ------------------ |
| 1.      | Magdalena Brzeska  | Erich Klann        |
| 2.      | Sophia Thomalla    | Massimo Sinato     |
| 3.      | Moritz A. Sachs    | Isabel Edvardsson  |
| 4.      | Susan Sideropoulos | Stefano Terrazzino |
| 5.      | Manuel Cortez      | Oana Nechiti       |

### Siódma edycja (wiosna 2014)
| Miejsce | Celebryta          | Tancerz            |
| ------- | ------------------ | ------------------ |
| 1.      | Alexander Klaws    | Isabel Edvardsson  |
| 2.      | Tanja Szewczenko   | Willi Gabalier     |
| 3.      | Carmen Geiss       | Christian Polanc   |
| 4.      | Larissa Marolt     | Massimo Sinato     |
| 5.      | Lilly Becker       | Erich Klann        |
| 6.      | Alexander Leipold  | Oana Nechiti       |
| 7.      | Bernhard Brink     | Sarah Latton       |
| 8.      | Dirk Moritz        | Katja Kalugina     |
| 9.      | Cindy Berger       | Marius Iepure      |
| 10.     | Patrice Bouédibéla | Jekaterina Leonowa |

### Ósma edycja (wiosna 2015)
| Miejsce | Celebryta          | Tancerz            |
| ------- | ------------------ | ------------------ |
| 1.      | Hans Sarpei        | Oana Nechiti       |
| 2.      | Minh-Khai Phan-Thi | Willi Gabalier     |
| 3.      | Matthias Steiner   | Katja Kalugina     |
| 4.      | Enissa Amani       | Marius Iepure      |
| 5.      | Thomas Drechsel    | Isabel Edvardsson  |
| 6.      | Daniel Küblböck    | Otlile Mabuse      |
| 7.      | Katja Burkard      | Erich Klann        |
| 8.      | Ralf Bauer         | Marta Arndt        |
| 9.      | Beatrice Richter   | Christian Polanc   |
| 10.     | Detlef Steves      | Jekaterina Leonowa |
| 11.     | Miloš vuković      | Helena Kaschurow   |
| 12.     | Panagiota Petridu  | Paul Lorenz        |
| 13.     | Cora Schumacher    | Serhij Pljuta      |
| 14.     | Cathy Fischer      | Massimo Sinato     |

### Dziewiąta edycja (wiosna 2016)
| Miejsce | Celebryta               | Tancerz            |
| ------- | ----------------------- | ------------------ |
| 1.      | Victoria Swarovski      | Erich Klann        |
| 2.      | Sarah Lombardi          | Robert Beitsch     |
| 3.      | Jana Pallaske           | Massimo Sinato     |
| 4.      | Eric Stehfest           | Oana Nechiti       |
| 5.      | Julius Brink            | Jekaterina Leonowa |
| 6.      | Ulli Potofski           | Kathrin Menzinger  |
| 7.      | Alessandra Meyer-Wölden | Sergiu Luca        |
| 8.      | Nastassja Kinski        | Christian Polanc   |
| 9.      | Michael Wendler         | Isabel Edvardsson  |
| 10.     | Thomas Häßler           | Regina Luca        |
| 11.     | Sonja Kirchberger       | Ilia Russo         |
| 12.     | Attila Hildmann         | Oxana Lebedew      |
| 13.     | Franziska Traub         | Wadym Harbuzow     |
| 14.     | Niels Ruf               | Otlile Mabuse      |

### Dziesiąta edycja (wiosna 2017)
| Miejsce | Celebryta              | Tancerz                        |
| ------- | ---------------------- | ------------------------------ |
| 1.      | Gil Ofarim             | Jekaterina Leonowa             |
| 2.      | Vanessa Mai            | Christian Polanc               |
| 3.      | Angelina Kirsch        | Massimo Sinató                 |
| 4.      | Giovanni Zarrella      | Christina Luft/Marta Arndt     |
| 5.      | Faisal Kawusi          | Oana Nechiti                   |
| 6.      | Heinrich Popow         | Kathrin Menzinger              |
| 7.      | Maxi Arland            | Isabel Edvardsson/Sarah Latton |
| 8.      | Cheyenne Pahde         | Andrzej Cibis                  |
| 9.      | Susi Kentikian         | Robert Beitsch                 |
| 10.     | Ann-Kathrin Brömmel    | Sergiu Luca                    |
| 11.     | Anni Friesinger-Postma | Erich Klann                    |
| 12.     | Bastiaan Ragas         | Sarah Latton                   |
| 13.     | Chiara Ohoven          | Wadym Harbuzow                 |
| 14.     | Jörg Draeger           | Marta Arndt                    |
| –       | Pietro Lombardi        | Christina Luft                 |

### Jedenasta edycja (wiosna 2018)
| Miejsce | Celebryta              | Tancerz            |
| ------- | ---------------------- | ------------------ |
| 1.      | Ingolf Lück            | Jekaterina Leonowa |
| 2.      | Judith Williams        | Erich Klann        |
| 3.      | Barbara Meier          | Sergiu Luca        |
| 4.      | Julia Dietze           | Massimo Sinató     |
| 5.      | Iris Mareike Steen     | Christian Polanc   |
| 6.      | Thomas Hermanns        | Regina Luca        |
| 7.      | Bela Klentze           | Oana Nechiti       |
| 8.      | Roman Lochmann         | Katja Kalugina     |
| 9.      | Charlotte Würdig       | Valentin Lusin     |
| 10.     | Jimi Blue Ochsenknecht | Renata Lusin       |
| 11.     | Chakall                | Marta Arndt        |
| 12.     | Heiko Lochmann         | Kathrin Menzinger  |
| 13.     | Jessica Paszka         | Robert Beitsch     |
| 14.     | Tina Ruland            | Wadym Harbuzow     |

### Dwunasta edycja (wiosna 2019)
| Miejsce | Celebryta           | Tancerz            |
| ------- | ------------------- | ------------------ |
| 1.      | Pascal Hens         | Jekaterina Leonowa |
| 2.      | Ella Endlich        | Valentin Lusin     |
| 3.      | Benjamin Piwko      | Isabel Edvardsson  |
| 4.      | Nazan Eckes         | Christian Polanc   |
| 5.      | Evelyn Burdecki     | Evgeny Vinokurov   |
| 6.      | Barbara Becker      | Massimo Sinato     |
| 7.      | Oliver Pocher       | Christina Luft     |
| 8.      | Sabrina Mockenhaupt | Erich Klann        |
| 9.      | Ulrike Frank        | Robert Beitsch     |
| 10.     | Kerstin Ott         | Regina Luca        |
| 11.     | Thomas Rath         | Kathrin Menzinger  |
| 12.     | Lukas Rieger        | Katja Kalugina     |
| 13.     | Özcan Cosar         | Marta Arndt        |
| 14.     | Jan Hartmann        | Renata Lusin       |

### Trzynasta edycja (wiosna 2020)
| Miejsce | Celebryta                 | Tancerz           |
| ------- | ------------------------- | ----------------- |
| 1.      | Lili Paul-Roncalli        | Massimo Sinato    |
| 2       | Moritz Hans               | Renata Lusin      |
| 3.      | Luca Hänni                | Christina Luft    |
| 4.      | Tijan Njie                | Kathrin Menzinger |
| 5.      | Ilka Bessin               | Erich Klann       |
| 6.      | Laura Müller              | Christian Polanc  |
| 7.      | Martin Klempnow           | Marta Arndt       |
| 8.      | Loiza Lamers              | Andrzej Cibis     |
| 9.      | Ulrike von der Groeben    | Valentin Lusin    |
| 10.     | Sükrü Pehlivan            | Alona Uehlin      |
| 11.     | John Kelly                | Regina Luca       |
| 12.     | Aílton Gonçalves da Silva | Isabel Edvardsson |
| 13.     | Sabrina Setlur            | Nikita Kuzmin     |
| 14.     | Stephanie Jones           | Robert Beitsch    |

### Czternasta edycja (wiosna 2021)
| Miejsce | Celebryta         | Tancerz             |
| ------- | ----------------- | ------------------- |
| 1.      | Rúrik Gíslason    | Renata Lusin        |
| 2.      | Valentina Pahde   | Valentin Lusin      |
| 3.      | Nicolas Puschmann | Vadim Garbuzov      |
| 4.      | Simon Zachenhuber | Patricija Belousova |
| 5.      | Auma Obama        | Andrzej Cibis       |
| 6.      | Lola Weippert     | Christian Polanc    |
| 7.      | Ilse DeLange      | Evgeny Vinokurov    |
| 8.      | Jan Hofer         | Christina Luft      |
| 9.      | Mickie Krause     | Malika Dzumaev      |
| 10.     | Erol Sander       | Marta Arndt         |
| 11.     | Kai Ebel          | Kathrin Menzinger   |
| 12.     | Senna Guemmour    | Robert Beitsch      |
| 13.     | Kim Riekenberg    | Pasha Zvychaynyy    |
| 14.     | Vanessa Neigert   | Alexandru Ionel     |